# SMS Albatross
SMS Albatross var en minkryssare i kejserliga tyska marinen. Hon var det andra fartyget av två i Nautilus-klass, som hon bildade tillsammans med systern SMS Nautilus. Bestyckningen utgjordes av åtta 8 cm kanoner och 288 minor. Albatross byggdes på varvet AG Wesser i Bremen och sjösattes den 23 oktober 1908. Den 19 maj samma år levererades hon till marinen. 
Under första världskriget grupperades Albatross mot den ryska flottan på Östersjön. I ett slag mot ryska kryssare utanför östra Gotland den 2 juli 1915 skadades fartyget allvarligt och tvingades sätta sig på grund på neutralt svenskt vatten. Beskjutningen fortsatte även sedan fartyget kommit in på svenskt vatten och granater passerade över Östergarnsholm. Besättningen internerades omedelbart och sårade togs omhand av militärbefälhavaren på Gotland. Efter denna händelse förlades svenska örlogsfartyg stadigvarande till Gotland för att förhindra flera neutralitetskränkningar. 
Albatross bogserades efter slaget till Karlskrona och återlämnades till Tyskland i samband med krigsslutet. Hon utrangerades den 23 januari 1919 och höggs upp 1921 i Hamburg.

## Utformning
Albatross var bestyckad med åtta 8,8 cm SK L/45-pjäser. Pjäsen sköt 10 kg granater med en utgångshastighet på 650 meter per sekund. Vid största elevation, 25 grader, hade pjäsen en skottvidd på 9600 meter. Utöver kanonerna hade hon kapacitet för 288 sjöminor.

## Historia

### Slaget vid Gotland
Den 2 juli 1915 var Albatross, den lätta kryssaren Augsburg och tre jagare på väg för att lägga ut minor i ryska vatten när de attackerades av fyra ryska fartyg — pansarkryssarna Bayan, Admiral Makarov och de lätta kryssarna Bogatyr och Oleg. Augsburg undkom medan de tre jagarna skyddade hennes reträtt. Albatross, under befäl av fregattkaptenen Fritz West och sekond korvettkapitän Karl Bühler, skadades allvarligt och var tvungen att självmant gå på grund vid Östergarn på Gotland.

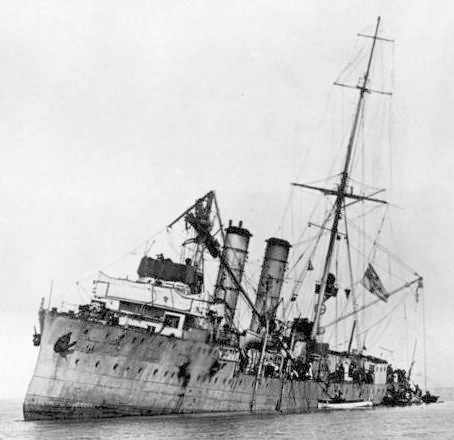
Albatross på grund.

Klockan 06:30 var Albatross framme vid den gotländska kusten och sökte skydd bakom ön Östergarnsholm. Ryska kryssare följde efter in på svenskt territorialvatten för att sänka henne. Klockan 08:15 kunde fartyget inte längre manövreras och man började ta in vatten. Fartygschefen Fritz West hade inget annat val än att köra upp fartyget på stranden. Klockan 8.29 gick Albatross på grund vid Kuppen 150 meter från land. Strandningen skedde några hundra meter från Herrviks fiskeläge i Östergarns socken.

### Efterspel
I striden dödades 27 av den 238 man stora besättningen och 49 sårades. 26 av de stupade tyska sjömännen begravdes samma kväll som striden utkämpats i en massgrav strax öster om Östergarns kyrka. En besättningsman hade fallit överbord och kunde inte hittas. Två av besättningsmännen som avled under transporten till Roma begravdes på Björke kyrkogård. Den överlevande tyska besättningen internerades, först i Roma, sedan vid Blåhäll i Tofta. 1917 flyttades de till ett läger i Skillingaryd i Småland på det svenska fastlandet.
Albatross togs loss av en tillkallad bärgningsångare och den 30 juli 1915 bogserades fartyget under eskort av jagarna HMS Wale och HMS Magne till Oskarshamn. I Fårösund kvarlämnades vissa maskindelar, kanonmekanismer, ammunition mm. för förvaring. Den 30 november 1918 flyttades Albatross genom flottans försorg till Karlskrona, där hon efter krigsslutet frigavs den 21 december 1918. Händelsen föranledde en svensk protestnot till den ryska regeringen av den svenske ministern i Petrograd, general Edvard Brändström, överlämnade den 3 juli. Ryssland som bad om ursäkt, medan en framställning från tysk sida att utlämna fartyget avvisades. Den 3 januari 1919 lämnade man Karlskrona för resa till Danzig.
År 1921 höggs fartyget upp. I Katthammarsvik på Östergarnslandet finns idag ett museum över Albatross och på kyrkogården vid den närbelägna Östergarns kyrka ligger de avlidna tyskarna i en gemensam grav. Albatrossmuseet öppnades den 2 juli 1977 i närvaro av bland andra länsmuseichefen på Gotland och den västtyske ambassadören i Sverige.

## Fotnoter
1. ↑  "SMS" står för "Seiner Majestät Schiff" eller "Hans Majestäts Skepp" på tyska.
2. ↑  I kejserliga tyska flottans nomenklatur anger ”SK” (Schnelladekanone) att pjäsen är snabbladdad medan L/45 anger pjäsens längd. I det här fallet är L/45-pjäsen en 45 kalibers som betyder att pjäsen är 45 gånger så lång som sin diameter.